# Le Propre de l'homme
Le Propre de l'homme is een Franse dramafilm uit 1961 onder regie van Claude Lelouch.

## Verhaal
Claude en Janine leren elkaar kennen bij vrienden. Ze brengen een dag door in Parijs en ze worden een stel.

## Rolverdeling
| Acteur         | Personage |
| -------------- | --------- |
| Claude Lelouch | Claude    |
| Janine Magnan  | Janine    |
| Amidou         |           |